# Harry Johnston
Henry (Harry) Hamilton Johnston, född 12 juni 1858, död 31 augusti 1927, var en brittisk upptäcktsresande, kolonialadministratör och botaniker.

## Biografi
Johnston deltog i lord Mayos expedition till Angola 1882, ledde 1884 en färd till Kilimanjaro, bedrev som brittisk ämbetsman forskningar i Kamerun och reste sedan till Niassa och Tanganyika, där han liksom inom förutnämnda områden både forskade och organiserade britternas kolonisering. Tack vare honom kom stora landsträckor under brittiskt välde.
Johnston gav bland annat ut The river of Congo (1884), The Kilima-Njaro expedition (1885), British Central Africa (1897), A history of the colonisation of Africa by alien races (1899), The Uganda protectorate (1902), The Nile quest (1903), Liberia (1906), The negro in the new world (1910), History of the British empire in Africa (1910), The story of my life (1923). Han författade även skönlitterära skildringar av Afrika.

## Böcker på svenska
- Gay-Dombeys: roman (översättning Hildegard Wieselgren, Bonnier, 1924)
- Pioniärer i Indien (Pioneers in India) (översättning Agda Norin, Wahlström & Widstrand, 1926)